# Karl de Nys

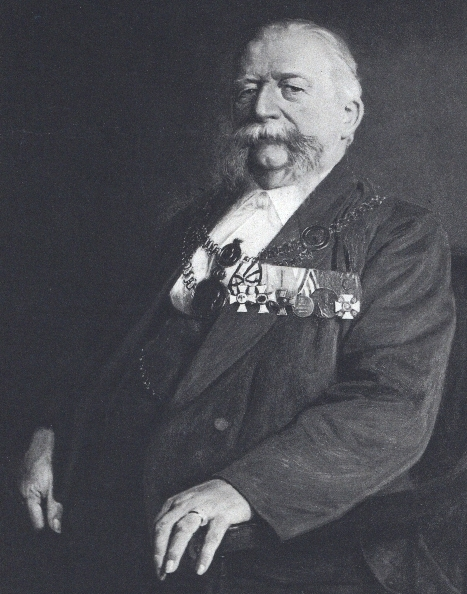
Karl de Nys

Fortunatus Jakob Arnold Karl de Nys (* 3. Juli 1833 in Aachen; † 19. April 1907 in der Burg Raeren bei Eupen) war ein deutscher Politiker in Preußen.

## Leben
Von 1862 bis 1904 war Karl de Nys Oberbürgermeister der Stadt Trier. Von 1867 bis 1870 vertrat de Nys den Wahlkreis Stadt- und Landkreis Aachen im Preußischen Abgeordnetenhaus. 1885–1904 zudem Mitglied des Preußischen Herrenhauses. Bei seinem Ausscheiden aus dem Amt im Jahr 1904, wurde er für seine 42-jährigen Verdienste um die Stadt und ihre Bürgerschaft zum Ehrenbürger der Stadt Trier ernannt. Er wurde in der Familiengruft in Raeren beerdigt. Sein Enkel war der in Frankreich wirkende Priester und Musikwissenschaftler Carl de Nys.
Ab 1850 war er Mitglied des Corps Guestphalia Bonn.
In Trier-Heiligkreuz trägt die De-Nys-Straße seinen Namen.